# Genetic Use Restriction Technology
GURT è l'acronimo di Genetic Use Restriction Technology che indica una serie di tecnologie utilizzate per porre delle restrizioni all'utilizzo delle piante geneticamente modificate. 
Esistono fondamentalmente due tipi di restrizione:
v-GURTquesto tipo di GURT produce sementi sterili quindi un contadino che ha acquistato semi contenenti la tecnologia v-GURT non può conservare il raccolto per piantarlo successivamente. L'impatto risulta limitato per quegli agricoltori che sono soliti utilizzare sementi ibride che vengono acquistate presso aziende specializzate. Questa tecnologia è limita a singole varietà di piante, la v di v-GURT significa in effetti "varietà".
T-GURTquesto secondo tipo di tecnologia GURT permette di modificare il seme in modo che il miglioramento genetico applicato alla pianta non si manifesta fino a che non lo si attiva mediante un trattamento chimico commercializzato dall'azienda proprietaria della biotecnologia. Gli agricoltori in questo caso possono utilizzare una parte del raccolto per la semina successiva ma le piante che nasceranno, finché non saranno trattate con la sostanza attivatrice, non esprimeranno le caratteristiche aggiuntive. La T di T-GURT significa trait (caratteristica).
Attualmente nessuna pianta con tali caratteristiche è presente sul mercato.